# Giurgiţa
Giurgiţa es una comuna ubicada en el distrito de Dolj, Rumania.

## Superficie
Posee una superficie de 73,50 kilómetros cuadrados.

## Demografía
Hasta 2021 la población era de 2730 habitantes, con una densidad de población de 37,14 habitantes por kilómetro cuadrado.